# Gornja Slapnica
Gornja Slapnica (en cyrillique : Горња Слапница) est un village de Bosnie-Herzégovine. Il est situé dans la municipalité de Velika Kladuša, dans le canton d'Una-Sana et dans la fédération de Bosnie-et-Herzégovine. Selon les premiers résultats du recensement bosnien de 2013, il compte 625 habitants.

## Démographie

### Évolution historique de la population dans la localité
| 1948 | 1953 | 1961 | 1971 | 1981 | 1991 | 2013 |
| ---- | ---- | ---- | ---- | ---- | ---- | ---- |
| -    | -    | 473  | 626  | 726  | 850  | 625  |

|  |

### Communauté locale
En 1991, Gornja Slapnica faisait partie de la communauté locale de Slpanica qui comptait 1 363 habitants, répartis de la manière suivante :